# Robert Andersson (balonmanista)
Robert Andersson (Ystad, 24 de noviembre de 1969) fue un jugador de balonmano sueco que jugaba como lateral derecho. Fue uno de los componentes de la Selección de balonmano de Suecia con la que disputó 139 partidos internacionales anotando un total de 259 goles.

## Equipos

### Jugador
- Ystads IF HF (-1992)
- TSV Bayer Dormagen (1992-1995)
- RTV 1879 Basel (1995-1996)
- OSC Rheinhausen (1996-1998)
- HSG Nordhorn (1998-2003)
- TuS Nettelstedt-Lübbecke (2003-2004)
- LUGI HF (2004-2008)
- Ystads IF HF (2008)

### Entrenador
- Ystads IF HF (2009-2013)
- H43 Lund (2013-2015)
- HC Erlangen (2015-)

## Palmarés
- Liga de Suecia 1992

## Méritos y distinciones
- Máximo goleador de la Liga de Suecia 1992